# Operativa rådet
Operativa rådet är polisens särskilda organisation mot grov och organiserad brottslighet, bildat 2002. Rådet som leds av rikskriminalchefen består av representanter för landets polismyndigheter: Säkerhetspolisen, Skatteverket, Åklagarmyndigheten, Ekobrottsmyndigheten och Tullverket. Även Riksåklagaren har en observatör i rådet. Operativa rådet ska bland annat initiera aktionsgruppsverksamhet inom polisen för att bekämpa grov och organiserad brottslighet.